# تانگ شیانگ
تانگ شیانگ (唐錫陽؛ زادهٔ ۳۰ ژانویهٔ ۱۹۳۰) طرفدار محیط زیست اهل چین است. یک متخصص محیط زیست می‌باشد. او در ۲۰۰۷ جایزه رامون مگسیسی را برای صلح و تفاهم بین‌المللی دریافت کرد.

## زندگی‌نامه
تانگ ژیانگ از دانشگاه پکن فارغ‌التحصیل شد و سپس از ۱۹۵۲ تا ۱۹۵۷ به عنوان روزنامه‌نگار در یک روزنامه محلی پکن مشغول به کار شد. تانگ که در ۱۹۵۷ به عنوان یک فرد راستگرا محکوم شده بود، مجبور شد دورانی را تحت عنوان توان‌بخشی در ۱۹۷۹ در کارخانه‌ها و مزارع در مناطق پکن کار کند. در انقلاب فرهنگی، همسر اول او، ژنگ ژائونان (郑兆南)، در زمان تحصیل در کالج به مبارزه برخاست، در نتیجه به دلیل اتهام ضد حزبی بودن و برچسب ضدانقلاب، به مدت ۴۷ روز توسط گارد ارتش سرخ در مدرسه راهنمایی مورد ضرب و شتم شدید قرار گرفت و از محکوم کردن شوهرش تانگ ژیانگ به‌عنوان یک راست‌گرا امتناع نمود، در نتیجه تحقیر و بدرفتاری ظالمانه به شدت مصدوم شد. او پس از آن از مراقبت‌های پزشکی خودداری نمود و به دلیل جراحات وارده فوت کرد. پیشینه خانوادگی ژنگ و اصل و نسبش احتمالاً دلایل مهمی برای حملات وحشیانه علیه او بودند. نامه ژنگ ژائونان که پس از مرگش خوانده شد، موقعیت سیاسی او را تشریح کرد و به خوبی درمیان مردم شناخته شد.

## کتاب
در ۱۹۸۰ تانگ مجله گریت نیچر را ایجاد کرد، وی بعداً کتاب تور جهانی سبز را نوشت که برای جوان‌ترهای محیط زیست چین از اهمیت برخوردار بود. تانگ در ۱۹۸۱ با همسر دوم خود، مارشا مارکس در نیویورک آشنا شد و با او یک همکاری طولانی مدت را آغاز نمود که با مرگ مارشا مارکس در ژوئیه ۱۹۹۶ پایان یافت.
کتاب تور جهانی سبز در ۱۹۹۹ با ترجمه انگلیسی منتشر شد. تانگ ژیانگ در برخی از قسمت‌ها تجربه خود از جنبش ضد راست و انقلاب فرهنگی چین را با آمریکایی‌ها در سفر خود به ایالات متحده مورد بحث قرار داد.
تانگ معتقد بود کاستی‌های چین در زمینه‌های حقوق بشر و دموکراسی از مهم‌ترین عوامل نه تنها تراژدی انسانی، بلکه تخریب محیط زیست است. تور جهانی سبز اغلب به موضوعات سیاسی نمی‌پردازد، اما این بخش‌ها به شدت سانسور شده بودند.

## کمپ سبز
در اولین اردوی سبز در ۱۹۹۶، تانگ گروهی از دانشجویان را به مناطق تبتی قومی در استان یوننان برد، جایی که شرکت‌های چوب‌بری در دامنه‌های کوه درخت‌های زیادی را بریده بودند. در دسامبر ۱۹۹۵، دانش آموزان کمپین «نجات میمون دماغ‌سربالا» را راه‌اندازی کردند و اولین اقدام مشترک زیست‌محیطی خود را پایه‌گذاری کردند. سازمان‌های دانشجویی حفاظت از محیط زیست، که هرکدام تا بهار ۱۹۹۶ چند صد عضو داشتند، برای یک «راهپیمایی طولانی» در تابستان ۱۹۹۶ آماده شدند تا از طریق آموزش محیط‌زیست و کمپین‌های جمع‌آوری کمک‌مالی در محوطه دانشگاه، میمون دماغ‌سربالا را نجات دهند. از ۲۵ ژوئیه تا ۲۵ اوت، تلاش دانشجویان تهیه گزارش و مصاحبه با مطبوعات و تلویزیون چین بود. بیست و دو دانشجو که دانشجویان کارشناسی ارشد و کاندیدای دکترا از پکن، کون‌مینگ، یون‌نان و هاربین به همراه ده روزنامه‌نگار به رهبری تانگ شیانگ به مناطق بومی بایما شوشان سفر کردند. هدف این گروه این بود تا با مطالعه اکولوژی، اقتصاد و جامعه منطقه اقلیت تبتی بسیار فقیر در نزدیکی مرز بین‌المللی چین با برمه و مرز داخلی استان یوننان با منطقه خودمختار تبت، چگونگی اینکه از میمون دماغ‌سربالا محافظت کنند را درآورند.
دانش‌جویان پس از سفر در جنگل‌های شهرستان دچن، با مقامات شهرستان و سپس با مقامات استان یون‌نان در کون‌مینگ ملاقات کردند. هنگامی که آنها گزارش خود را به مقامات دولتی از جمله نمایندگان وزارت جنگل‌داری و مسئولان محیط زیست ارائه کردند، مورد حمله مسئولان جنگل‌داری قرار گرفتند و از سوی مسئولان محیط زیست تحسین شدند. این سفر دانشجویی بازتاب گسترده‌ای در رسانه‌های چینی داشت. ده خبرنگار مطبوعاتی و تلویزیونی دانشجویان را همراهی کردند. گزارش‌های رسانه‌های چینی به کشت و زرع مردم محلی به عنوان عامل تخریب زیستگاه میمون‌های دماغ‌سربالا اشاره کردند، اما به نقش بسیار مهم‌تر شرکت الوار شهرستان دچن اشاره نکردند. اگرچه تهدید انقراض میمون‌های دماغ‌سربالای شهرستان دچن از بین رفته است، اما دانشجویان بیم آن را داشتند که کشت و زرع در مناطق مجاور همچنان آسیب‌های شدید زیست‌محیطی را به همراه خواهد داشت. از ۱۹۹۶ تانگ ژیانگ «کمپ‌های سبز» را سازماندهی می‌کند تا به نوبه خود، اکنون منجر به ایجاد کمپ‌های اسپین آف در بسیاری از مناطق چین شده است. طی سال‌های اخیر او یک مدرس خستگی‌ناپذیر بوده است. او تنها در ۲۰۰۵، ۱۳۰ سخنرانی در ۱۷ شهر ایراد کرد.